# Ронсекко
Ронсекко (італ. Ronsecco, п'єм. Ronsuch) — муніципалітет в Італії, у регіоні П'ємонт, провінція Верчеллі.
Ронсекко розташоване на відстані близько 510 км на північний захід від Рима, 50 км на північний схід від Турина, 13 км на південний захід від Верчеллі.
Населення — 586 осіб (2014).

## Демографія
Населення за роками:

Станом на 1 січня 2023 року в муніципалітеті офіційно проживали 22 іноземці з 9 країн, серед них 7 громадян країн Євросоюзу та 2 громадяни України.

## Сусідні муніципалітети
- Б'янце
- Крова
- Дезана
- Ліньяна
- Тричерро
- Трино
- Тронцано-Верчеллезе